# Carretera Austral

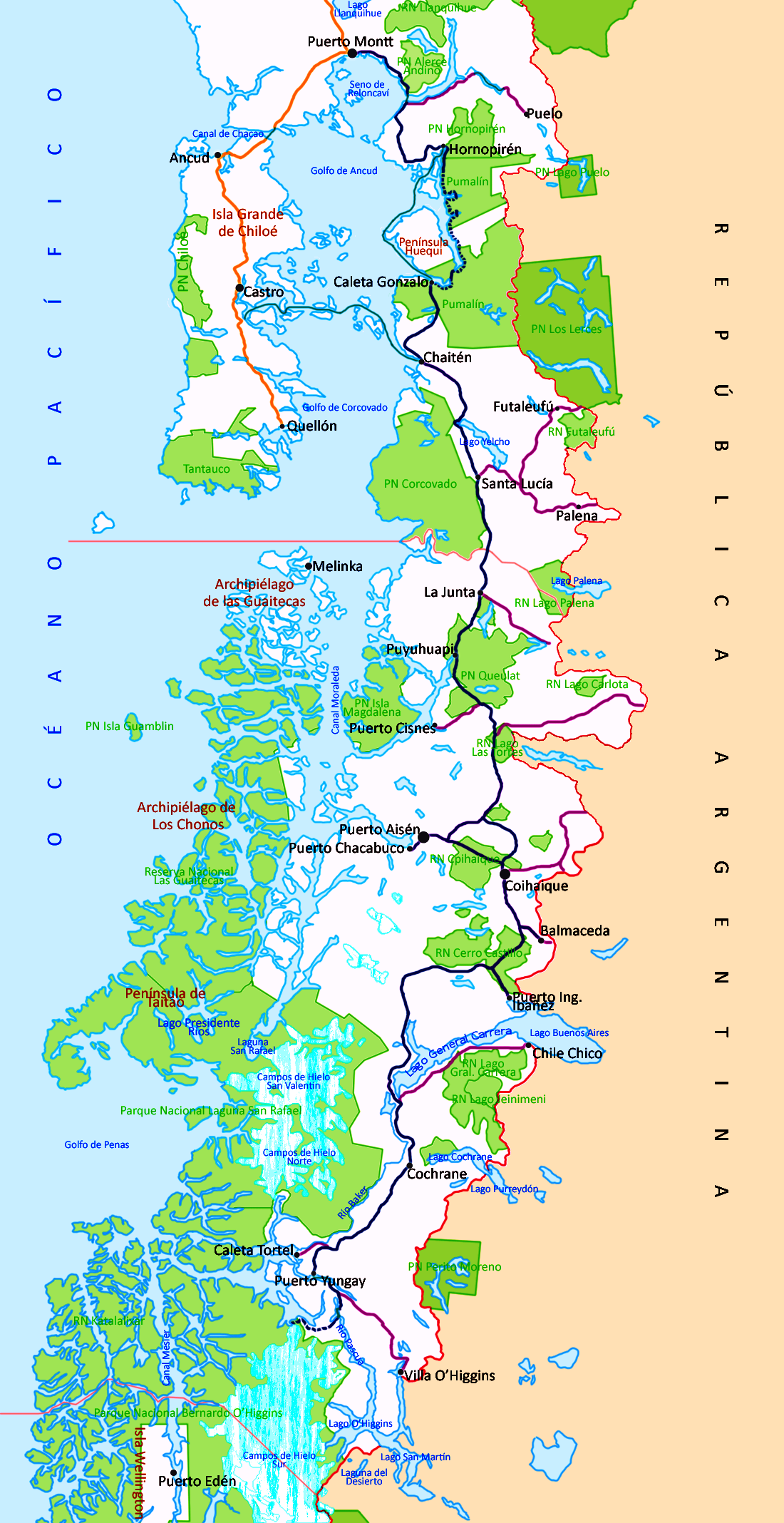
Mapa cesty

Carretera Austral (Ruta 7, CH-7) je cesta v jižní části Chile procházející Patagonií. Její začátek se nachází ve městě Puerto Montt, kde navazuje na chilskou Panamericanu, a po 1247 kilometrech končí ve Villa O'Higgins. Některé její části jsou zpevněné, avšak velká část má stále štěrkový povrch. Práce na výstavbě silnice byla zahájena v roce 1976 za vlády Augusta Pinocheta. Silnice byla otevřena v roce 1988, roku 1996 se její konec nacházel v Puerto Yungay, přičemž do Villa O'Higgins byla dovedena až roku 2000.
Silnice prochází obcemi a městy Hornopirén, Chaitén, Coyhaique a Cochrane s odbočkami do Futaleufú, Puerto Cisnes, Puerto Aysén, Chile Chico a Calety Tortel.